# 有馬温泉企業
株式会社有馬温泉企業（ありまおんせんきぎょう）は神戸電鉄グループの温泉給湯事業者。
有馬温泉泉源を保有し、宿泊施設等に温泉を給湯している。
役員は神戸電鉄から代表取締役社長を含む3名が出向している。

## 事業内容

### 概要
昭和初期の有馬温泉では温泉の湧出量が減少しており、新たな泉源を掘削する必要に迫られていた。そこで、神戸有馬電気鉄道（現・神戸電鉄）らが主体となって有馬温泉掘鑿有限会社を1941年（昭和16年）6月19日に設立、金泉が湧出する有明1号泉源・有明2号泉源を掘削した。1984年（昭和59年）に株式会社有馬温泉企業に組織変更して現在に至る。

### 給湯事業
有馬温泉企業が保有する有明泉源の給湯事業と、神戸市が保有する極楽泉源の給湯施設設置運営を行なっている。有明泉源で湧出した温泉は、神戸電鉄グループとして開業した有馬ビューホテルを含む、各ホテル・旅館等に販売されている。

### 施設管理事業
有馬温泉泉源の維持管理を行なっている。